# Казахстан на зимових Олімпійських іграх 2010
Казахстан на зимових Олімпійських іграх 2010 представлена 39 спортсменами в 8 видах спорту. Прапороносцем на церемонії відкриття Ігор став біатлоніст Діас Кенешев. Казахстан, як незалежна країна, уп'яте брала участь в зимовій Олімпіаді. Казахські спортсмени здобули одну срібну медаль у біатлону.

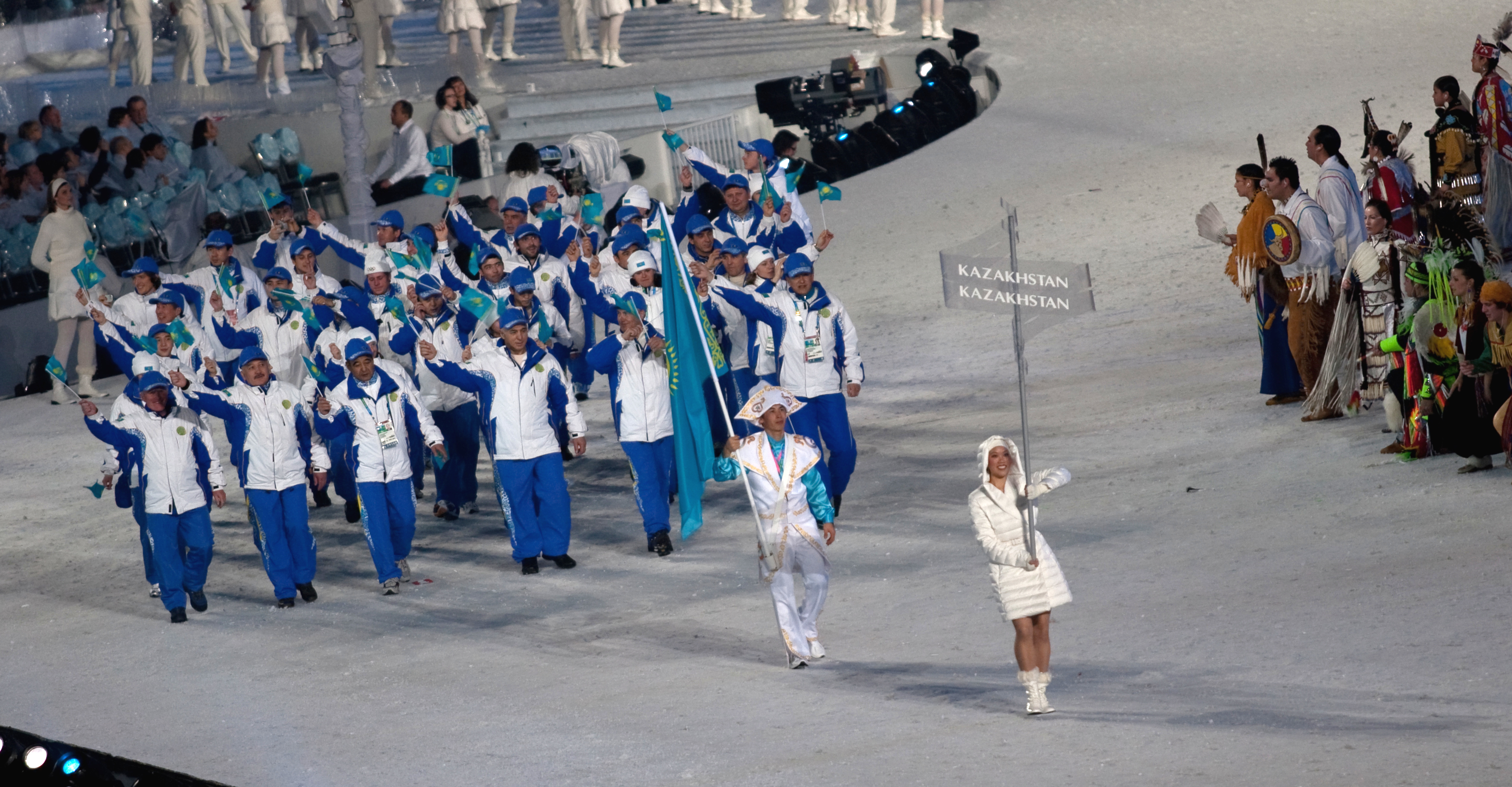
Збірна Казахстану під час Параду націй на церемонії відкриття Олімпіади

## Медалісти
| Медаль | Прізвище          | Вид спорту | Дисципліна                  | Дата      |
| ------ | ----------------- | ---------- | --------------------------- | --------- |
| Срібло | Олена Хрустальова | Біатлон    | індивідуальна гонка (жінки) | 18 лютого |

## Спортсмени
| Вид спорту          | Чоловіки | Жінки | Всього |
| ------------------- | -------- | ----- | ------ |
| Біатлон             | 5        | 4     | 9      |
| Гірськолижний спорт | 1        | 1     | 2      |
| Ковзанярський спорт | 3        | 1     | 4      |
| Лижні перегони      | 5        | 6     | 11     |
| Стрибки з трампліна | 2        | 0     | 2      |
| Фігурне катання     | 2        | 0     | 2      |
| Фристайл            | 2        | 4     | 6      |
| Шорт-трек           | 1        | 0     | 1      |
| Всього              | 21       | 16    | 37     |

## Біатлон
| Спортсмен                                                        | Дисципліна                         | Час       | Хиби | Місце |
| ---------------------------------------------------------------- | ---------------------------------- | --------- | ---- | ----- |
| Микола Брайченко                                                 | спринт (чоловіки)                  | 28:52.0   | 3    | 84    |
| Олександр Черв'яков                                              | індивідуальні перегони (чоловіки)  | 53:53.1   | 4    | 50    |
| Олександр Черв'яков                                              | спринт (чоловіки)                  | 27:09.9   | 3    | 51    |
| Олександр Черв'яков                                              | перегони переслідування (чоловіки) | 37:30.5   | 3    | 49    |
| Діас Кенешев                                                     | індивідуальні перегони (чоловіки)  | 56:27.0   | 4    | 72    |
| Діас Кенешев                                                     | спринт (чоловіки)                  | 28:04.6   | 1    | 72    |
| Ян Савицький                                                     | індивідуальні перегони (чоловіки)  | 55:07.3   | 5    | 64    |
| Ян Савицький                                                     | спринт (чоловіки)                  | 26:35.2   | 1    | 39    |
| Ян Савицький                                                     | перегони переслідування (чоловіки) | 35:49.6   | 1    | 27    |
| Олександр Трифонов                                               | індивідуальні перегони (чоловіки)  | 55:53.1   | 4    | 69    |
| Олександр Черв'яков Ян Савицький Діас Кенешев Олександр Трифонов | естафета (чоловіки)                | 1:30:31.1 | 4+13 | 18    |
| Любов Філімонова                                                 | індивідуальні перегони (жінки)     | 46:45.4   | 3    | 57    |
| Любов Філімонова                                                 | спринт (жінки)                     | 22:44.4   | 2    | 67    |
| Олена Хрустальова                                                | індивідуальні перегони (жінки)     | 41:13.5   | 0    |       |
| Олена Хрустальова                                                | спринт (жінки)                     | 20:20.4   | 0    | 5     |
| Олена Хрустальова                                                | перегони переслідування (жінки)    | 31:42.1   | 3    | 11    |
| Олена Хрустальова                                                | мас-старт (жінки)                  | 39:01.3   | 5    | 27    |
| Анна Лебедєва                                                    | індивідуальні перегони (жінки)     | 44:36.3   | 2    | 38    |
| Анна Лебедєва                                                    | перегони переслідування (жінки)    | 34:49.8   | 2    | 44    |
| Анна Лебедєва                                                    | спринт (жінки)                     | 22:15.1   | 0    | 52    |
| Марина Лебедєва                                                  | індивідуальні перегони (жінки)     | 48:04.9   | 3    | 71    |
| Марина Лебедєва                                                  | спринт (жінки)                     | 22:27.0   | 1    | 58    |
| Марина Лебедєва                                                  | перегони переслідування (жінки)    | LAP       | 5    | -     |
| Олена Хрустальова Анна Лебедєва Любов Філімонова Марина Лебедєва | естафета (жінки)                   | 1:13:42.9 | 0+9  | 14    |

## Гірськолижний спорт
| Спортсмен        | Дисципліна                    | 1-й спуск        | 2-й спуск    | Сума    | Місце |
| ---------------- | ----------------------------- | ---------------- | ------------ | ------- | ----- |
| Людмила Федотова | швидкісний спуск (жінки)      |                  |              | 2:01.58 | 36    |
| Людмила Федотова | супергігант (жінки)           |                  |              | 1:31.43 | 38    |
| Людмила Федотова | гігантський слалом (жінки)    | DNF              | DNF          | DNF     | DNF   |
| Людмила Федотова | слалом (жінки)                | DNS              | DNS          | DNS     | DNS   |
| Ігор Закурдаєв   | швидкісний спуск (чоловіки)   |                  |              | 1:59.80 | 50    |
| Ігор Закурдаєв   | супергігант (чоловіки)        |                  |              | 1:36.97 | 43    |
| Ігор Закурдаєв   | комбінація (чоловіки)         | Downhill 1:58.95 | Slalom 57.25 | 2:56.20 | 33    |
| Ігор Закурдаєв   | гігантський слалом (чоловіки) | 1:24.50          | 1:26.86      | 2:51.36 | 51    |
| Ігор Закурдаєв   | слалом (чоловіки)             | 54.41            | 58.40        | 1:52.81 | 38    |

## Ковзанярський спорт
| Спортсмен       | Дистанція              | Заїзд 1 | Заїзд 1 | Фінал   | Фінал |
| Спортсмен       | Дистанція              | Час     | Місце   | Час     | Місце |
| --------------- | ---------------------- | ------- | ------- | ------- | ----- |
| Дмитро Бабенко  | 5000 метрів (чоловіки) |         |         | 6:31.19 | 15    |
| Роман Креч      | 500 метрів (чоловіки)  | 36.26   | 35      | 36.27   | 34    |
| Роман Креч      | 1000 метрів (чоловіки) |         |         | 1:11.26 | 28    |
| Денис Кузін     | 1000 метрів (чоловіки) |         |         | 1:10.88 | 23    |
| Денис Кузін     | 1500 метрів (чоловіки) |         |         | 1:49.05 | 23    |
| Катерина Айдова | 500 метрів (жінки)     | 39.02   | 19      | 39.116  | 18    |
| Катерина Айдова | 1000 метрів (жінки)    |         |         | 1:17.85 | 16    |
| Катерина Айдова | 1500 метрів (жінки)    |         |         | 2:02.81 | 29    |

## Лижні перегони
| Спортсмен                                                           | Дисципліна                               | Фінал     | Фінал       | Фінал |
| Спортсмен                                                           | Дисципліна                               | Час       | Відставання | Місце |
| ------------------------------------------------------------------- | ---------------------------------------- | --------- | ----------- | ----- |
| Микола Чеботько                                                     | 15 км вільним стилем (чоловіки)          | 35:34.1   | +1:57.8     | 38    |
| Сергій Черепанов                                                    | 15 км вільним стилем (чоловіки)          | 35:50.8   | +2:14.6     | 47    |
| Сергій Черепанов                                                    | дуатлон 15+15 км (чоловіки)              | 1:23:43.7 | +8:32.3     | 49    |
| Олексій Полторанін                                                  | 15 км вільним стилем (чоловіки)          | 34:50.5   | +1:14.2     | 14    |
| Олексій Полторанін                                                  | 50 км класичним стилем (чоловіки)        | 2:09:29.6 | +3:54.1     | 27    |
| Євген Величко                                                       | 15 км вільним стилем (чоловіки)          | 36:33.0   | +2:56.7     | 56    |
| Євген Величко                                                       | дуатлон 15+15 км (чоловіки)              | 1:18:00.2 | +2:48.8     | 28    |
| Євген Величко                                                       | 50 км класичним стилем (чоловіки)        | 2:13:01.5 | +7:26.0     | 39    |
| Сергій Черепанов Олексій Полторанін Євген Величко Микола Чеботько   | естафета 4×10 км (чоловіки)              | 1:49:49.1 | +4:43.7     | 11    |
| Оксана Яцька                                                        | 10 км вільним стилем (жінки)             | 27:16.3   | +2:17.9     | 40    |
| Оксана Яцька                                                        | переслідування 7,5 км + 7,5 км (жінки)   | 42:53.0   | +2:54.9     | 33    |
| Оксана Яцька                                                        | мас-старт 30 км класичним стилем (жінки) | 1:34:11.0 | +3:37.3     | 19    |
| Олена Коломіна                                                      | 10 км вільним стилем (жінки)             | 26:35.6   | +1:37.2     | 27    |
| Олена Коломіна                                                      | переслідування 7,5 км + 7,5 км (жінки)   | 42:48.4   | +2:50.3     | 28    |
| Олена Коломіна                                                      | мас-старт 30 км класичним стилем (жінки) | 1:37:53.0 | +7:19.3     | 34    |
| Світлана Малахова-Шишкіна                                           | 10 км вільним стилем (жінки)             | 25:53.9   | +55.5       | 10    |
| Світлана Малахова-Шишкіна                                           | переслідування 7,5 км + 7,5 км (жінки)   | 42:27.1   | +2:29.0     | 25    |
| Світлана Малахова-Шишкіна                                           | мас-старт 30 км класичним стилем (жінки) | 1:41:01.6 | +10:27.9    | 43    |
| Марина Матросова                                                    | переслідування 7,5 км + 7,5 км (жінки)   | 44:36.2   | +4:38.1     | 48    |
| Марина Матросова                                                    | мас-старт 30 км класичним стилем (жінки) | 1:38:00.6 | +7:26.9     | 35    |
| Тетяна Рощина                                                       | 10 км вільним стилем (жінки)             | 27:06.6   | +2:08.2     | 36    |
| Олена Коломіна Оксана Яцька Тетяна Рощина Світлана Малахова-Шишкіна | естафета 4 x 5 км (жінки)                | 58:23.3   | +3:03.8     | 9     |

Спринт
| Спортсменка                        | Дисципліна                 | Кваліфікація | Кваліфікація | Чвертьфінал     | Чвертьфінал     | Півфінал        | Півфінал        | Фінал           | Фінал           |
| Спортсменка                        | Дисципліна                 | Час          | Місце        | Час             | Місце           | Час             | Місце           | Час             | Місце           |
| ---------------------------------- | -------------------------- | ------------ | ------------ | --------------- | --------------- | --------------- | --------------- | --------------- | --------------- |
| Микола Чеботько                    | спринт, чоловіки           | 3:37.84      | 8 Q          | 3:38.6          | 3               | did not advance | did not advance | did not advance | 13              |
| Сергій Черепанов                   | спринт, чоловіки           | 3:48.29      | 48           | did not advance | did not advance | did not advance | did not advance | did not advance | 48              |
| Євген Кошевой                      | спринт, чоловіки           | 3:49.51      | 52           | did not advance | did not advance | did not advance | did not advance | did not advance | 52              |
| Олексій Полторанін                 | спринт, чоловіки           | 3:38.68      | 15 Q         | 3:34.7          | 2 Q             | 3:35.6          | 4 Q             | 3:54.4          | 5               |
| Оксана Яцька                       | спринт, жінки              | 3:51.27      | 32           | did not advance | did not advance | did not advance | did not advance | did not advance | 32              |
| Олена Коломіна                     | спринт, жінки              | 3:52.12      | 36           | did not advance | did not advance | did not advance | did not advance | did not advance | 36              |
| Олена Антонова                     | спринт, жінки              | 4:01.35      | 45           | did not advance | did not advance | did not advance | did not advance | did not advance | 45              |
| Марина Матросова                   | спринт, жінки              | 4:03.14      | 48           | did not advance | did not advance | did not advance | did not advance | did not advance | 48              |
| Микола Чеботько Олексій Полторанін | командний спринт, чоловіки |              |              |                 |                 | 18:45.3 q       | 5               | 19:07.5         | 5               |
| Оксана Яцька Олена Коломіна        | командний спринт, жінки    |              |              |                 |                 | 19:33.6         | 6               | did not advance | did not advance |

## Стрибки з трампліна
| Спортсмен        | Дисципліна          | Кваліфікація | Кваліфікація | Перший раунд | Перший раунд | Фінал      | Фінал      | Фінал      |
| Спортсмен        | Дисципліна          | Бали         | Місце        | Бали         | Місце        | Бали       | Разом      | Місце      |
| ---------------- | ------------------- | ------------ | ------------ | ------------ | ------------ | ---------- | ---------- | ---------- |
| Микола Карпенко  | нормальний трамплін | 114.5        | 31           | 113.0        | 30           | 116.0      | 229.0      | 29         |
| Микола Карпенко  | великий трамплін    | 100.2        | 41           | не пройшов   | не пройшов   | не пройшов | не пройшов | не пройшов |
| Олексій Корольов | нормальний трамплін | 116.0        | 29           | 105.0        | 44           | не пройшов | не пройшов | 44         |
| Олексій Корольов | великий трамплін    | 109.3        | 32           | 79.8         | 39           | не пройшов | не пройшов | 39         |

## Фігурне катання
| Змагання                  | Спортсмени        | Коротка програма | Коротка програма | Довільна програма | Довільна програма | Підсумок   | Підсумок   |
| Змагання                  | Спортсмени        | Бали             | Місце            | Бали              | Місце             | Бали       | Місце      |
| ------------------------- | ----------------- | ---------------- | ---------------- | ----------------- | ----------------- | ---------- | ---------- |
| чоловіче одиночне катання | Денис Тен         | 76.54            | 10               | 135.01            | 14                | 211.25     | 11         |
| чоловіче одиночне катання | Абзал Рахімгалієв | 55.88            | 26               | не пройшов        | не пройшов        | не пройшов | не пройшов |

## Фристайл
| Спортсмен       | Дисципліна        | Кваліфікація | Кваліфікація | Фінал      | Фінал      |
| Спортсмен       | Дисципліна        | Бали         | Місце        | Бали       | Місце      |
| --------------- | ----------------- | ------------ | ------------ | ---------- | ---------- |
| Жибек Арапбаєва | акробатика, жінки | 86.98        | 23           | не пройшла | не пройшла |
| Дмитро Бармашов | могул, чоловіки   | 11.56        | 29           | не пройшов | не пройшов |
| Дмитро Рейхерд  | могул, чоловіки   | 24.26        | 9 Q          | 19.23      | 18         |
| Юлія Галишева   | могул, жінки      | 21.51        | 16 Q         | 22.17      | 11         |
| Юлія Родіонова  | могул, жінки      | 20.73        | 22           | не пройшла | не пройшла |
| Дар'я Рибалова  | могул, жінки      | 21.31        | 17 Q         | 20.85      | 14         |

## Шорт-трек
| Спортсмен      | Дисципліна             | Попередній заїзд | Попередній заїзд | Чвертьфінал | Чвертьфінал | Півфінал   | Півфінал   | Фінал      | Фінал      |
| Спортсмен      | Дисципліна             | Час              | Місце            | Час         | Місце       | Час        | Місце      | Час        | Місце      |
| -------------- | ---------------------- | ---------------- | ---------------- | ----------- | ----------- | ---------- | ---------- | ---------- | ---------- |
| Айдар Бекжанов | 500 метрів (чоловіки)  | дискваліфікація  | дискваліфікація  | DNQ         | DNQ         | DNQ        | DNQ        | DNQ        | DNQ        |
| Айдар Бекжанов | 1000 метрів (чоловіки) | 1:26.536         | 4                | не пройшов  | не пройшов  | не пройшов | не пройшов | не пройшов | не пройшов |